# Korè van Chios
De Korè van Chios is een laat-archaïsch marmeren beeld van een meisje (korè), daterend uit circa 510 v.Chr. Het beeld is vernoemd naar Chios, omdat het lijkt op beelden die mogelijk op dat eiland gemaakt zijn. Het werk maakt het deel uit van de collectie van het Akropolismuseum.

## Herkomst
De Korè van Chios werd ontdekt op de Akropolis van Athene. Het hoofd van het beeld werd in 1886 ten oosten van het Parthenon gevonden, terwijl het lichaam in 1888 ten zuiden van hetzelfde gebouw werd blootgelegd.
Op basis van stilistische gronden en het gebruikte marmer, dat mogelijk afkomstig is van Chios, is door sommige kenners een verband gelegd met de school van Archermos. Plinius de Oudere schreef over hem dat hij deel uitmaakte van een familie op Chios die verschillende generaties beeldhouwers had voortgebracht.

## Voorstelling
De Korè van Chios is een van de vele beelden van meisjes die waarschijnlijk als offerandes aan de godin Athena werden gewijd. Een opvallend kenmerk van het beeld is de gedetailleerde weergave van de kleding. De korè draagt een blauwe chiton, waarover diagonaal een himation is gedrapeerd. Deze himation is op de zoom versierd met rode en blauwe patronen. Het beeld getuigt van een grote aandacht voor detail, bijvoorbeeld in het verfijnde kapsel, met vlechten die over de borst vallen en een diadeem (stephane) dat is versierd met spiralen en palmetten.
De houding van de korè is typerend voor de archaïsche beeldhouwkunst van vrouwenfiguren. Het linkerbeen is licht naar voren geplaatst, de rechterarm is uitgestrekt, waarschijnlijk om een offer aan te bieden. De linkerarm tilt de plooien van het gewaad iets op. Omdat de achterkant niet afgewerkt is, stond het beeld waarschijnlijk tegen een muur of in een nis.

## Afbeeldingen

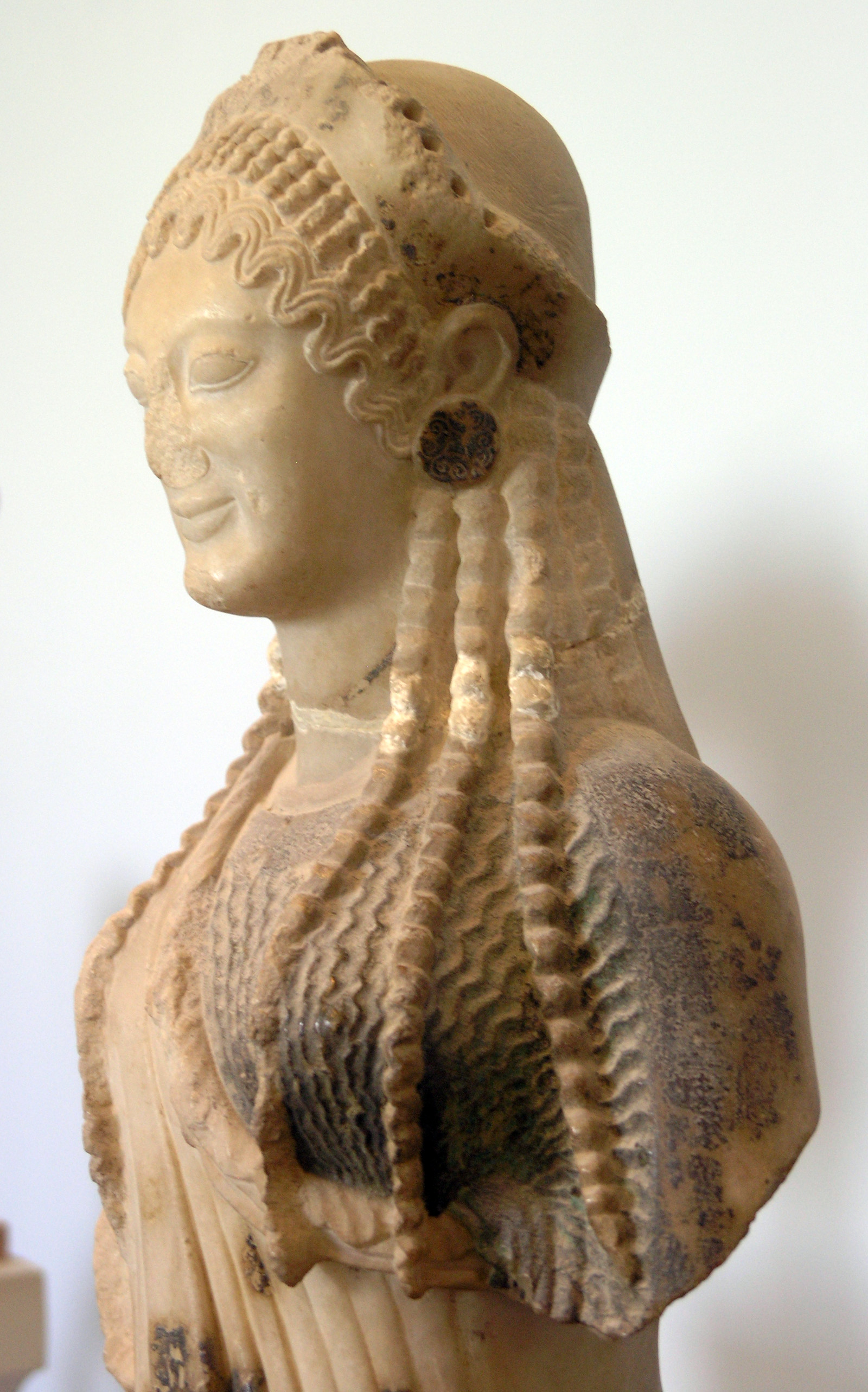
Detail
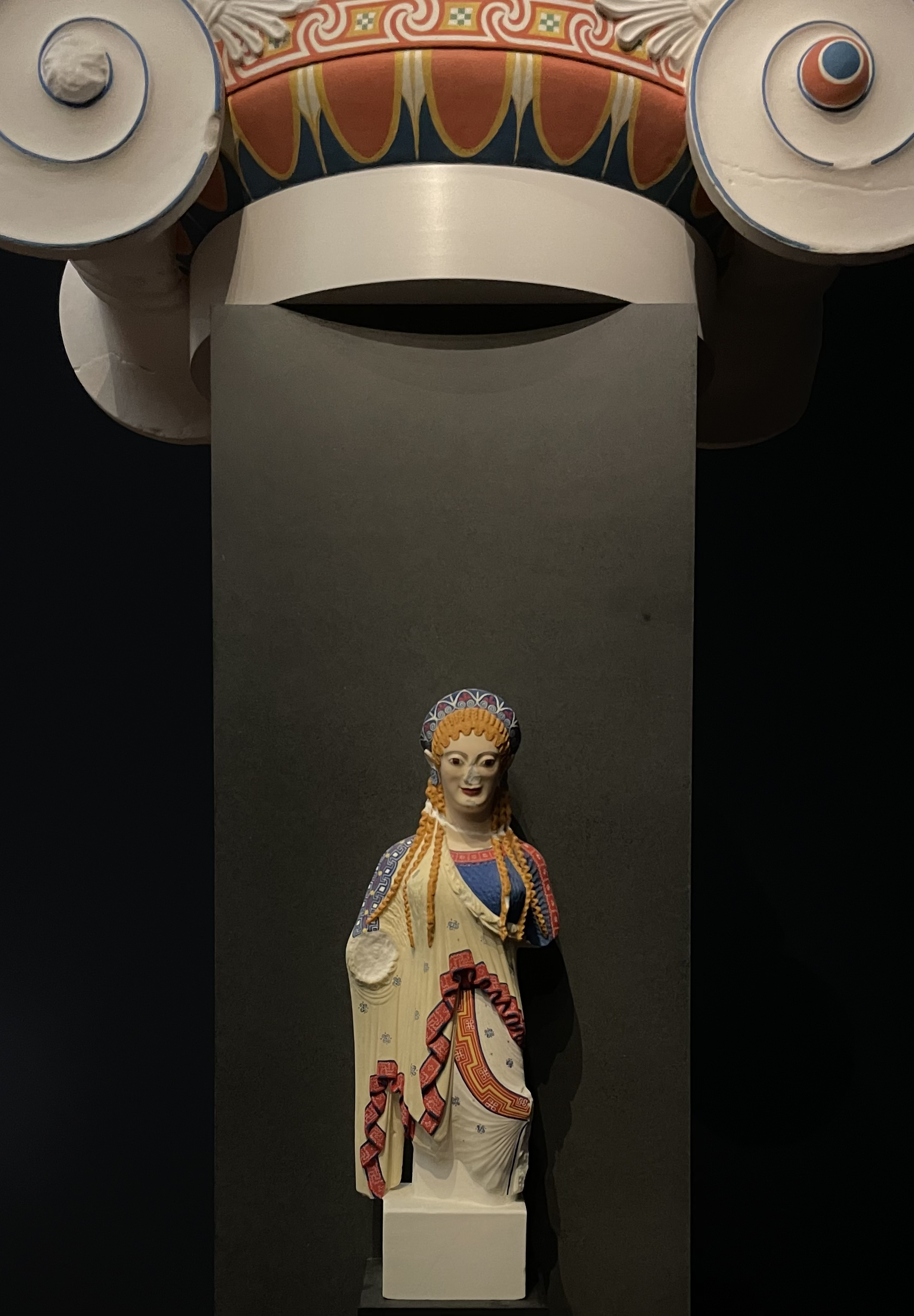
Reconstructie van de polychromie